# 25961 Conti
25961 Conti è un asteroide della fascia principale. Scoperto nel 2001, presenta un'orbita caratterizzata da un semiasse maggiore pari a 2,5663691 au e da un'eccentricità di 0,0631955, inclinata di 3,98800° rispetto all'eclittica.